# European Imaging and Sound Association
«European Imaging and Sound Association, EISA» (рус. Европейская ассоциация журналов по аудио- и видеотехнике) — европейская организация, объединяющая 50 специализированных изданий по аудио- и видеотехнике из 19 стран Европы. По результатам независимых экспертных оценок членов-участников наилучшим образцам аудио/видиотехники ежегодно вручается престижная премия EISA Awards в разных номинациях.
Ассоциация существует с 1982 года. Нынешний президент — Paul Miller (Великобритания).
Среди членов такие издания как: Heimkino (Германия), Ljud & bild (Швеция), Stereo&Video и др. Россию представляют журналы Stereo&Video, Foto&Video и «АвтоЗвук».
Традиционно считается, что EISA Awards — «выбор журналистов», однако выбор победителя определяется голосованием главных редакторов членов-участников.
В зависимости от конъюнктуры рынка, список категорий периодически менялся, в 2013 году он был таким:
- аудио
- домашний кинотеатр
- автомобильная электроника
- фото
- видео
- мобильное устройство
- экологически чистое устройство

Каждая категория имеет 5—6 номинаций.
В номинации допускаются модели техники, обзоры которых были опубликованы в не менее пяти журналах членов-участников. Продукт-претендент должен поступить в продажу не позднее 1 октября не менее чем в 10 европейских странах. EISA Awards заключает договор с компанией-победителем, согласно-которому та имеет права использовать логотип «Победитель EISA Awards» на соответствующем продукте или использовать слоган в рекламных целях.